# Satu de Sus
Satu de Sus – wieś w Rumunii, w okręgu Prahova, w gminie Cocorăștii Colț. W 2011 roku liczyła 178 mieszkańców.